# 勒梅尼勒米特里
勒梅尼勒米特里（法語：Leménil-Mitry，法語發音：[ləmenil mitʁi]）是法国默尔特-摩泽尔省的一个市镇，位于该省南部，属于南锡区。该市镇总面积3.43平方公里，2021年时的人口为3人，是该省市镇中人口最少者。

## 地理
勒梅尼勒米特里（48°27'8"N, 6°15'9"E）面积3.43 平方千米，位于法国大東部大區默尔特-摩泽尔省，该省份为法国东北部内陆省份，是洛林的一部分，北邻比利时、卢森堡，北起顺时针与摩泽尔省、下莱茵省、孚日省和默兹省接壤。
与勒梅尼勒米特里接壤的市镇（或旧市镇、城区）包括：芒贡维尔、班维尔欧米鲁瓦尔、克朗特努瓦、拉讷沃维尔-德旺巴永、勒伯维尔、沃德维尔。
勒梅尼勒米特里的时区为UTC+01:00、UTC+02:00（夏令时）。

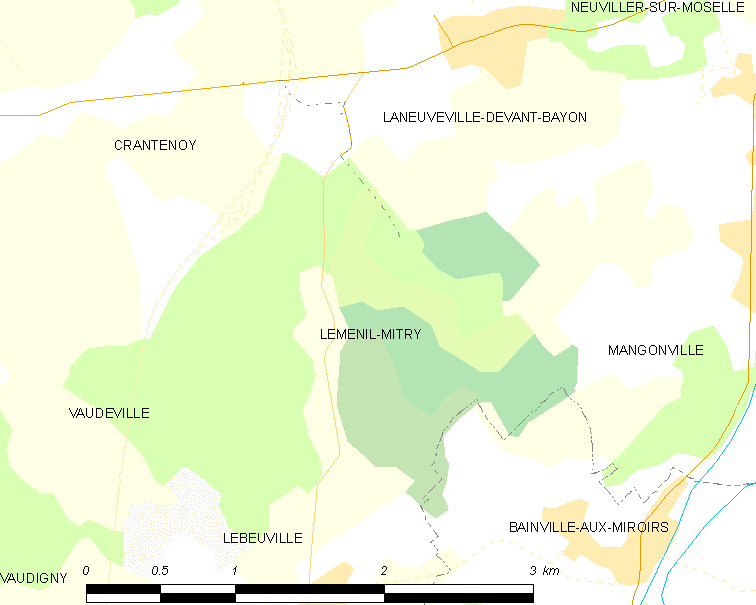
勒梅尼勒米特里的OSM定位图

## 行政
勒梅尼勒米特里的邮政编码为54740，INSEE市镇编码为54310。

## 政治
勒梅尼勒米特里所属的省级选区为梅讷欧桑图瓦县。

## 人口

1962-2008年间勒梅尼勒米特里人口变化图示

勒梅尼勒米特里于2022年1月1日时的人口数量为2人。